# Mundo Meu
Mundo Meu é uma telenovela transmitida pela TVI, gravada em Alvor, da autoria da Casa da Criação. A novela foi exibida originalmente de 26 de Junho de 2005 até 25 de Março de 2006, totalizando 215 episódios. 
A telenovela foi reexibida entre 14 de Setembro de 2015 e 20 de Julho de 2016, ao longo de 210 episódios, ao início da tarde, na TVI. Também foi reposta na TVI Ficção de 2014 a 2015. 

## Sinopse
Rita (Margarida Vila-Nova) é uma jovem rebelde, filha de emigrantes portugueses em Paris. Rita teve sempre dificuldade em integrar-se na vida da cidade luz. Após perder os pais num acidente de automóvel, Rita decide regressar a Portugal. Uma tia no Algarve é a única família, e então Rita embarca para Alvor.
No aeroporto de Faro, Rita conhece João Sampaio (Carlos Vieira) e o destino une-os. João é um arquitecto em ascensão e namora Sofia Salgado (Maria João Bastos), uma gestora de sucesso.
João e Sofia têm planeado casar, mas a chegada de Rita vai mudar tudo e as duas mulheres passam a ser rivais.
Quando Rita chega a casa da tia Maria Luísa (Alexandra Leite), apercebe-se que a tia é dona de um dos melhores hotéis da região. Maria Luísa Batalha venceu na vida, casou com um empresário rico e viúvo que tinha uma filha: Sofia.
Rita percebe que a tia não lhe vai facilitar a vida e tornam-se inimigas. Rita não só traz recordações do passado que Maria Luísa quer esquecer, como também é uma ameaça para a felicidade de Sofia.
Rita vai morar para a casa de Cecília (Ângela Pinto) e Jerónimo Lopes (Igor Sampaio).
A loja gourmet «Frutos da Alegria» é um local onde se cruzam várias pessoas. É aí que Rita vai conhecer Hermínio Santos, (Manuel Cavaco) um homem de poucas falas e menos amigos, que irá tornar-se no seu mentor e confidente.
No «Frutos da Alegria», trabalha Miguel Ângelo (Pedro Górgia), um jovem pessimista por natureza, que ainda não encontrou o seu lugar no Mundo. Apesar de serem muito diferentes, Rita e Miguel vão tornar-se amigos e cúmplices.
Para Rita, uma nova aventura começou. O seu feitio irascível e a sua vontade de olhar de frente a vida vão chocar com a dura realidade. Mas ela prometeu nunca desistir de fazer os outros felizes...

## Elenco principal
- Margarida Vila-Nova - Rita Maria Castro Batalha (Protagonista)
- Carlos Vieira - João Sampaio (Protagonista)
- Maria João Bastos - Sofia Salgado (Antagonista)
- Manuel Cavaco - Hermínio Santos (Protagonista)
- Alexandra Leite - Maria Luísa Batalha (Protagonista)
- Marco Delgado - Carlos Fonseca (Antagonista)
- Helena Isabel - Margarida Sampaio
- Guilherme Filipe - Matias Sampaio
- Cristina Homem de Mello - Helena Moura
- João Ricardo (†) - Duarte Gomes
- Ângela Pinto - Cecília Lopes
- Igor Sampaio (†) - Jerónimo Lopes
- Marina Albuquerque - Célia Sousa
- Pedro Górgia - Miguel Ângelo / Paula Sérgio
- João Catarré - Pedro Moura
- Diogo Amaral - Guilherme Gomes
- Alda Gomes - Cristina Pereira
- Carla Salgueiro - Sandra Batista
- Patrícia Candoso - Mafalda Lopes
- Catarina Matos - Natália Cacheu
- Filomena Cautela - Sylvie
- Raquel Henriques - Simone
- Sylvie Rocha - Inês Damião

Atrizes Convidadas
- Delfina Cruz (†) - Marília - Empregada da casa dos Sampaio
- Manuela Maria - Dona Joana Silva - Irmã de Marília

- Rui Mendes no papel de Francisco Moura - Marido de Helena, pai de Pedro e melhor amigo de Matias

Elenco Adicional
- Adérito Lopes - Gonçalo - Amigo de Pedro
- Anita Guerreiro - Esmeralda - Fadista
- António Aldeia - Motorista
- António Marques (†) - Anselmo
- Carlos Daniel - Figurante
- Cristina Cavalinhos - Sónia - Jornalista
- Dânia Neto - Laura Antunes - Ex-namorada de Pedro
- Dina Félix da Costa - Miriam - Amiga de Pedro
- Fernando Tavares Marques - Dr. Leão - Médico da família de Sofia
- Florbela Oliveira - Filomena Dias
- Francisco Nascimento - Jimmy - Namorado de Susana
- Jorge Silva - Salvador -  Pai de Ivo
- Luís Vicente - Dr. Vasco Barreto - Advogado contratado por Maria Luísa para defender Rita
- Luís Simões - Ivo - Rapaz fugitivo que Rita ajuda
- Luísa Cruz - Alice Batalha (falecida mãe de Rita)
- Manuel Lourenço - José Batalha (falecido pai de Rita)
- Marco Costa - Marco - Rececionista que substitui Jerónimo
- Maria D'Aires -  Constança - Mãe de Ivo
- Paula Mora - Catarina - Arquiteta com quem Matias se envolve
- Paulo Nery - Henrique Costa - Namorado de Maria Luísa
- Rita Alagão - Ana Xavier - Inspetora
- Rosa Villa - Maria José Pereira - Guarda Pisioneira

## Audiência
O primeiro episódio, estreado a 26 de Junho, domingo, alcançou 13.1% de audiência media e 36.3% de share. O melhor episódio foi precisamente o último com 18.8% de audiência média (1.777.600 espectadores) e 49.9% de share. A 13 de Agosto foi exibido o capítulo com a menor audiência média, de 8.4% (794.900 espectadores) e 28% de share. Esta novela totalizou 215 capítulos que registaram 13% de audiência média (1.228.400 espectadores) e 44.1% de share.

## Banda Sonora
1. Três Tristes Tigres - O Mundo A Meus Pés (Tema de Genérico)
2. Filarmónica Gil - Deixa-te Ficar Na Minha Casa (Tema de Duarte)
3. Viviane - A Vida Não Chega (Tema de Rita)
4. Luiz e a Lata - Andei, Andei, Andei
5. Pólo Norte - Deixa o Mundo Girar (Tema de Rita)
6. Rita Guerra - Secretamente (Tema de Helena e Francisco)
7. Gutto - Um dia de cada vez (Tema de Pedro)
8. João Portugal - Não Existem Coisas Más (Tema Geral)
9. Paula Teixeira - Fruto Proibido (Tema de Miguel Ângelo e Susana)
10. Donna Maria - Estou Além
11. Luigi - És Um Deserto
12. Micaela - É Um Sentimento (Tema de Célia)
13. Ménito Ramos - A Noite Grita Por Mim (Tema de Sofia)
14. Gig - Coisa Do Destino (Tema de Guilherme)
15. Viviane - Amores (Im)Perfeitos (Tema de Hermínio e Ana)